# Aeolus nigromaculatus
Aeolus nigromaculatus là một loài bọ cánh cứng trong họ Elateridae. Loài này được Drapiez miêu tả khoa học năm 1819.